# 大志田駅
大志田駅（おおしだえき）は、かつて岩手県盛岡市浅岸字大志田にあった、東日本旅客鉄道（JR東日本）山田線の駅（廃駅）である。
停車列車は1日に上下合わせて3本であった。2012年（平成27年）度冬季から隣の浅岸駅とともに冬季休業となっていた。

## 歴史

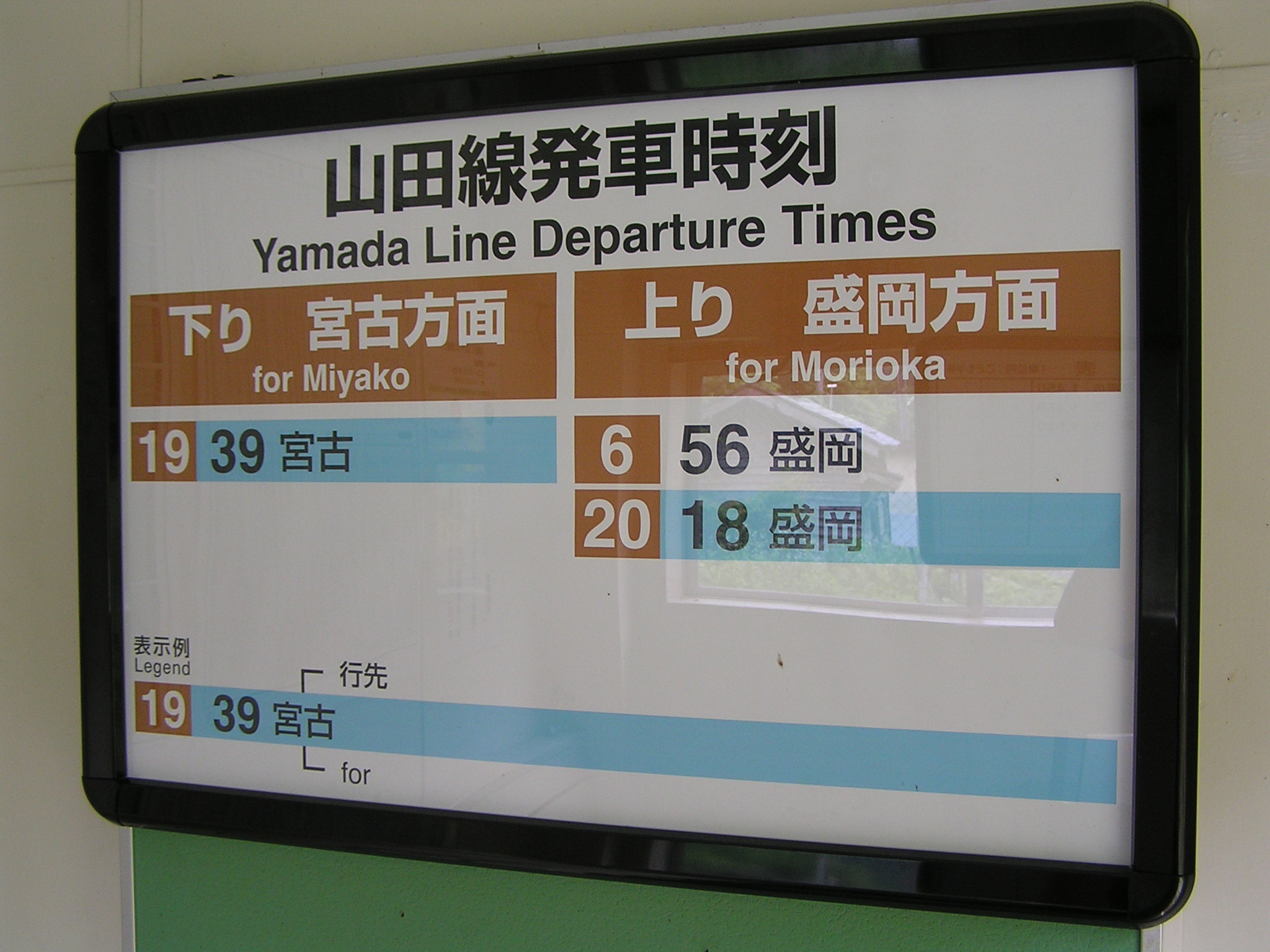
大志田駅時刻表（2005年12月10日改正時点）

- 1928年（昭和3年）9月25日：上米内 - 区界間の延伸開業時に開業[1][2]。
- 1947年（昭和22年）8月8日：昭和天皇のお召し列車が停車。天皇が奉迎者に会釈（昭和天皇の戦後巡幸）[4]。
- 1971年（昭和46年）1月1日 - 貨物取扱を廃止[2]。
- 1982年（昭和57年）11月15日：この日に行われたダイヤ改正により、当駅での列車交換を行わなくなる。これに伴いスイッチバック設備が廃止され、同時にホームを本線上に移転。荷物扱いを廃止し[5]、無人化[1][6]。
- 1987年（昭和62年）4月1日：国鉄分割民営化により、東日本旅客鉄道の駅となる[1][2]。
- 1992年（平成3年）3月16日：この日に行われたダイヤ改正により、普通列車上下各1本が当駅を通過することとなり、停車列車が1日3本となる[7]。
- 2013年（平成25年）：1月1日から冬季休業となる（2012年度は2013年3月15日まで、2013年度は2013年12月15日 - 2014年3月15日、2014年度以降は12月1日 - 翌年3月31日）。
- 2015年（平成27年）
  - 8月：JR東日本盛岡支社は盛岡市に対し、当駅と浅岸駅の廃止を検討していることを伝えた。同支社によると、当駅の1日当たり平均乗車人数は過去10年以上にわたって1人にも満たない状態が続いており、2014年度は1日平均0.4人であった。駅周辺に住民がほとんどおらず、集客施設もないため、今後利用者の増加も期待できないことに加えて、駅周辺に熊の目撃情報があり、乗客が危害を受ける恐れがあるという[8]。
  - 11月30日：翌日から前述の冬季休業に入るため、事実上の最終営業日となる。
  - 12月11日：JR東日本盛岡支社が、当駅と浅岸駅を次回のダイヤ改正日をもって廃止すると発表[広報 3][広報 1]。
- 2016年（平成28年）3月26日：廃止[広報 1]。

## 駅構造
廃止時点において、単式ホーム1面1線を有する地上駅であり、無人駅であった（盛岡駅管理）。
かつては隣の浅岸駅とともにスイッチバック駅であった。スイッチバック駅時代のホームは相対式ホーム2面2線。急行列車や貨物列車はそのまま通過することができたが、宮古方面行きの列車は本線を分岐してすぐに行き止まりのホームへ停車していた。盛岡行きは本線の山側にあった引き上げ線に入線した後バックして駅に入る構造だった。2008年現在は保線車両用の分岐が旧ホームに向かって延びているが、スイッチバック時代の線路位置とは異なる（若干宮古側に移設）。
現在は駅舎が撤去され、更地となったため、僅かな痕跡しか残っていない。

## 駅周辺
- 盛岡保線技術センター休憩室
- 盛岡第二信号通信区（現在の盛岡信号通信技術センター）信通機器室
- 県有模範林大志田事業区事務所

2015年（平成27年）4月時点で、国道455号より分岐している米内川沿いの狭い舗装道路が通じていた（市道「米内川林道」）。
かつては、駅周辺に二十数軒の民家などが在る集落があり、近隣で切り出された木材の搬出などで、貨物列車の停車と貨物の取扱も行われていた。
全国秘境駅ファイルによると、かつて当駅から盛岡方面へ50人ほどの生徒達が通学していた、との地元住民の証言がある。
しかし、林業の衰退に伴う近隣住民の減少に加えて、道路の発達に伴うモータリゼーションの進展もあったことから、利用が激減した。
停車本数の少なさもあり、当駅は浅岸駅とともに一部の鉄道ファンから「秘境駅」と呼ばれていた。
盛岡市が大志田駅から浅岸駅までの13キロの近郊自然歩道（大志田・中津川コース）を整備し、2015年（平成27年）5月15日から利用可能となった。近郊自然歩道（大志田・中津川コース）には1400mおきに誘導柱が設置されているが、このコースのほぼ全域が携帯電話の通信エリア圏外であること、熊の生息域であることなどの注意点が表示されている。
以前から住民の転出が進んでおり、集落には廃屋も目立つ。集落の南側に無人の神社「大志田神社」が鎮座しているが、管理はされておらず、鳥居から参道、境内には植物が繁茂し、倒木が幾重にも覆い被さっている。米内川に架かる朱塗りの橋（八幡沢橋）も朽ちており、崩落の危険があるため通行できないなど、事実上参拝不可能となっている。2015年現在、駅周辺には上記集落に2世帯あるのみで、他に民家はないという。

## 隣の駅
東日本旅客鉄道（JR東日本）
■山田線 (駅廃止時) 
上米内駅 - 大志田駅 - 浅岸駅